# Allium acutiflorum
Espèce
Classification APG III (2009)
Allium acutiflorum est une espèce de plantes à fleurs monocotylédone de la famille des Amaryllidacées originaire du nord-ouest de l'Italie (Ligurie) et du sud-est de la France (dont Corse),. Ail principalement caractérisé par son milieu : les rochers littoraux méditerranéens. 
La hampe florale mesure jusqu'à 40 cm de haut et a une section transversale ronde. Les feuilles sont linéaires, se rétrécissant vers la pointe, jusqu'à 15 cm de long. L'ombelle est sphérique, avec environ 40 fleurs. Les tépales sont violets avec une nervure médiane violette plus foncée, les anthères sont pourprées,.

## Nom vernaculaire
- Ail à fleurs aigües